# سفارت کلمبیا در واشینگتن
سفارت کلمبیا در واشینگتن (به انگلیسی: Embassy of Colombia) یک سفارت در ایالات متحده آمریکا است که در واشینگتن، دی.سی. واقع شده‌است.